# Ajuga chamaepitys
Bugle Petit Pin, Bugle jaune, Ive, Ivette
Pour les articles homonymes, voir Bugle et Ive.
Espèce
Classification phylogénétique
Ajuga chamaepitys, la Bugle Petit Pin, est une espèce de plantes à fleurs de la famille des Lamiaceae. C'est une plante herbacée annuelle à bisannuelle d'origine et de répartition méditerranéenne. Cette espèce de plantes porte également les noms communs d'Ive ou d'Ivette, ce qui la rend connue des cruciverbistes. Le nom d'Ive provient de la forme féminine d'if, et le nom de Petit Pin vient du fait de la forte odeur résineuse dégagée par la plante.

## Étymologie
Le nom « ive » vient d'une ancienne forme féminine de l'« if ».

## Description
De petite taille (5 à 20 cm), elle possède des feuilles visqueuses, pubescentes et profondément divisées en trois à cinq segments. Ses tiges sont couchées, rameuses et velues. Cette espèce de plantes à petites fleurs jaune vif maculées à la base de taches rougeâtres, fleurit entre avril et octobre. La pollinisation est assurée par les insectes (plante entomogame). 
Les fruits sont des akènes. 

## Répartition et habitat
Messicole non stricte, elle pousse sur des coteaux arides, généralement calcaires, de l'ouest de l’Europe à l'ouest, dans les zones méditerranéennes (jusqu'à l'Afrique du Nord) au sud et jusqu'au centre de l’Asie à l'est.

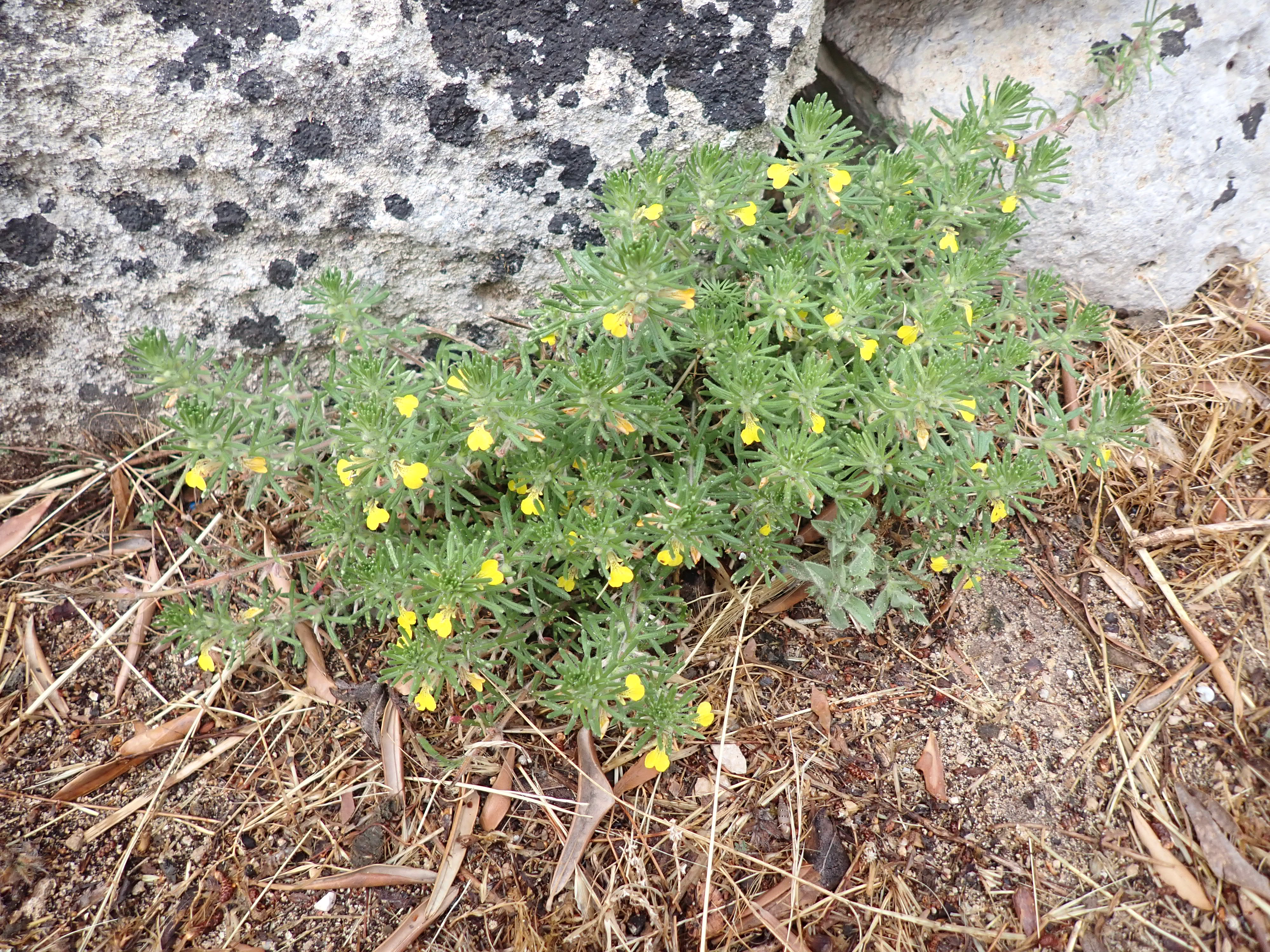
Ajuga chamaepitys au pied d'un mur.

## Liste des sous-espèces
Selon World Checklist of Selected Plant Families (WCSP) (20 mars 2012) :
- Ajuga chamaepitys subsp. chamaepitys
- Ajuga chamaepitys subsp. chia (Schreb.) Arcang.
- Ajuga chamaepitys subsp. cuneatifolia (Stapf) P.H.Davis
- Ajuga chamaepitys subsp. cypria P.H.Davis
- Ajuga chamaepitys subsp. euphratica P.H.Davis
- Ajuga chamaepitys subsp. glareosa P.H.Davis
- Ajuga chamaepitys subsp. laevigata (Boiss.) P.H.Davis
- Ajuga chamaepitys subsp. libanotica P.H.Davis
- Ajuga chamaepitys subsp. mardinensis P.H.Davis
- Ajuga chamaepitys subsp. mesogitana (Boiss.) Bornm.
- Ajuga chamaepitys subsp. palaestina (Boiss.) Bornm.
- Ajuga chamaepitys subsp. rechingeri (Bilik) P.H.Davis
- Ajuga chamaepitys subsp. suffrutescens (Willk.) Pott.-Alap. ex Greuter & Brudet
- Ajuga chamaepitys subsp. tridactylites (Ging. ex Benth.) P.H.Davis

## Utilisation
Sous le nom chamaepitys, ses feuilles étaient un des multiples constituants de la thériaque de la pharmacopée maritime occidentale au XVIIIe siècle .